# BC Apollo in het seizoen 2021-22
Het seizoen 2021-22 van BC Apollo was het eerste seizoen van de basketbalclub uit Amsterdam in de BNXT League, een nieuwe basketbalcompetitie waarin de Nederlandse en de Belgische clubs het tegen elkaar opnemen.

## Verloop van het seizoen
Al gauw werd Wierd Goedee voor de komende twee seizoenen aangesteld als de nieuwe hoofdcoach van Apollo. Het team van afgelopen seizoen kende enkele wijzigingen. De point guard positie werd bezet door Justin Mitchell, met Jacopo Bertotti als zijn back-up. Met Mitchell was verder Tibor Taras een nieuwe versterking. Taras is een Duitse schutter met Georgische roots. Matthias Runs, Job Kayhan en Trevian Bell waren eveneens nieuwelingen voor Apollo. Bell werd later vervangen door de Kameroense international Roger Moute a Bidias. Berend Weijs, Dexter Hope, Sergio de Randamie, Lucas Faijdherbe en Benicio Leons bleven de club trouw.
Na de afschaffing van de anderhalve meter samenleving in september 2021 konden de bezoekers van de Apollohal zich opmaken voor een seizoensopening met een prachtig einde. In een vernieuwde Apollohal zagen de aanwezigen hoe Tibor Taras zijn afstandsschot in de zoemer door het netje ging, en dat Apollo won van The Hague Royals. Verder werden overwinningen geboekt tegen Den Helder Suns, Feyenoord Basketball, BAL Weert en Landstede Hammers. Door blessures ging het rond de winterstop wat minder, maar na de hervatting wist Apollo te winnen van Yoast United en in de crossborder fase van Liège Basket uit Luik. Hierdoor eindigde Apollo uiteindelijk op een achtste plek, maar de vooruitzichten zijn positief aangezien meerdere sponsoren zich hebben aangesloten bij de club uit de hoofdstad. Op sportief gebied wil Apollo stappen gaan maken de komende jaren.